# Povidona iodada

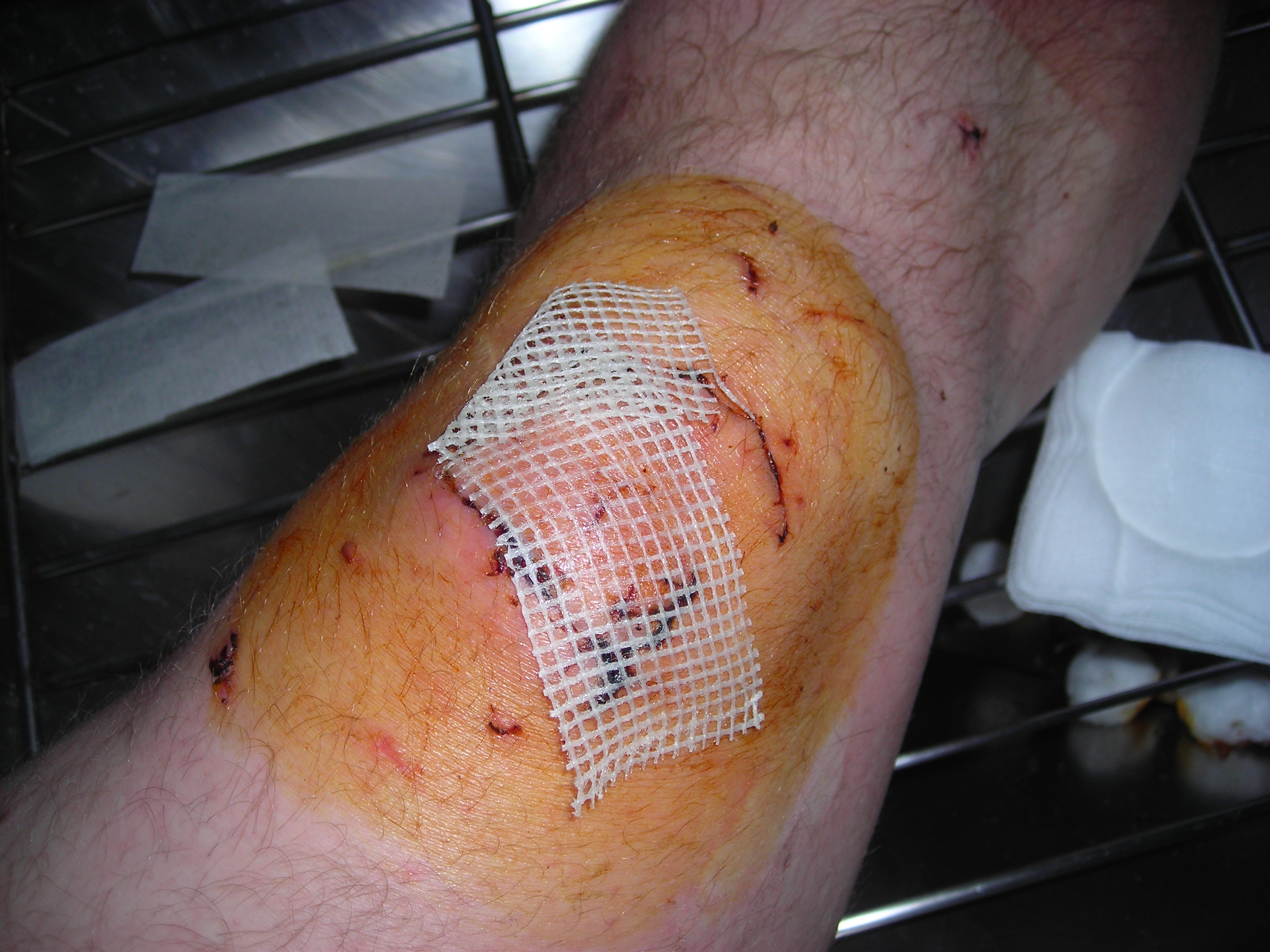
Àrea d'una ferida coberta de povidona iodada. També s'ha aplicat una gasa.

Es denominen povidona o polividona iodada els productes formats per una solució de povidona i iode molecular, en un 7,5% (Betadine® Scrub, Curadona® Scrub, Topionic® Scrub) o en un 10% (Betadine®, Curadona®, Topionic®). Aquest producte és emprat freqüentment com a desinfectant i antisèptic, principalment per tractar talls menors a la pell (solucions al 10%) o com a desinfectant de la pell en preparació per operacions quirúrgiques (solucions al 7,5%).
La povidona (polivinilpirrolidona, abreujat PVP) és un polímer soluble en aigua i fisiològicament acceptable tant per als éssers humans com per a altres animals. És capaç de combinar-se amb iode i aconseguir la solubilitat d'aquest. Amb aquesta acció s'obté un producte amb una concentració d'aproximadament dues terceres parts de iode utilitzable, útil per a propòsits microbicides. La resta del iode es troba present essencialment com ió inorgànic de iode i una petita quantitat es combina orgànicament. Aquestes dues últimes formes no produeixen iode utilitzable. En constituir aquesta molècula estable, en cas de ser absorbida no s'uneix a les proteïnes plasmàtiques, pel que no té efecte tirotòxic i és eliminat íntegrament pel ronyó. Quan el iodoform es posa en contacte amb la pell, el iode és alliberat lentament i no provoca la coïssor ni sensació irritant que comunament es presenta després de l'aplicació de la tintura alcohòlica de iode.
El seu ús pot ser perillós per a embarassades, per a les que donen el pit i per a un nadó. També està contraindicat en persones al·lèrgiques al iode.

## Formes comercials
Les formes comercials més conegudes de la povidona iodada, que s'utilitzen per a la desinfecció de petites ferides, reben el nom de Betadine®, Curadona® i Topionic®. Existeixen versions d'aquestes formes comercials emprades per preparar la pell abans d'una operació quirúrgica per la seva forta capacitat microbicida tòpica d'ampli espectre. Aquestes formes comercials solen rebre l'adjectiu Scrub per denotar la seva utilització en pre-operatoris. La majoria de productes similars que es venen sense recepta són una solució del 7,5% al 10% de povidona iodada.
Presenten l'avantatge, enfront d'altres productes basats en iode, que poden rentar-se si es produeixen taques.
A causa de la seva composició i de la proporció d'excipients, es fixen més fàcilment a la pell produint una desinfecció més ràpida i duradora que altres povidones, el que fan que el seu ús estigui estès per tot el món. Es preparen en petits laboratoris encara que per la seva qualitat la difusió és mundial.
Les taques de povidona, quan no surten de la bata amb aigua i sabó, es treuen amb tiosulfat de sodi, que es pot adquirir en farmàcies.
El seu sabor és relativament similar al de la sang seca, encara que una mica més salat.